# Furans
Furans – rzeka we Francji, przepływająca przez teren departamentu Ain, o długości 29,4 km. Stanowi prawy dopływ rzeki Rodanu.